# Рогачи (Калужская область)
Рогачи — село в Козельском районе Калужской области. Входит в состав Сельского поселения «Деревня Киреевское-Первое».
Расположено примерно в 1,5 км к западу от деревни Киреевское Второе.

## Население
На 2010 год население составляло 11 человек.